# Schellinkhout

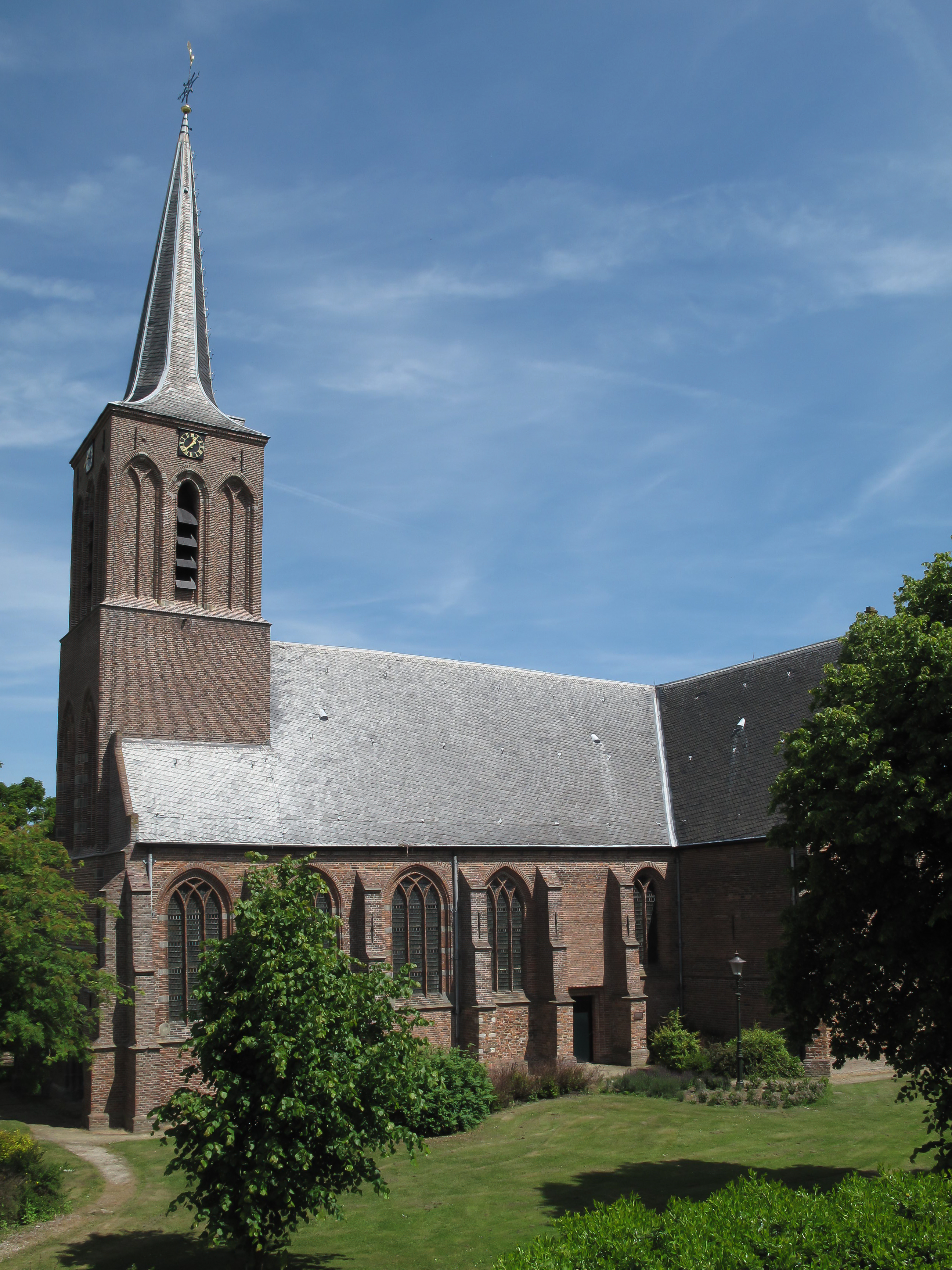
Schellinkhout, église

Schellinkhout est un village situé dans la commune néerlandaise de Drechterland, dans la province de la Hollande-Septentrionale. En 2007, le village comptait 950 habitants.

## Histoire
Schellinkhout a été une commune indépendante jusqu'au 1er août 1970. La commune est alors supprimée et rattachée à Venhuizen.